# 戦技競技会
戦技競技会（せんぎきょうぎかい）とは、自衛隊による各種戦技に応じた競技会である。

## 陸上自衛隊

### 射撃
弾数に限りがあるため射撃検定上位の選抜隊員のみ参加が原則ではあるが、部隊長の裁量により所属隊員全てが強制参加となる部隊が多い。

### 持続走
春季から夏季にかけて数ヶ月の練成期間があり、規定の重しと小銃を背負い5～6kmのタイムを計測し部隊ごとの平均を競う。原則所属隊員全員参加。積雪寒冷地の冬季はスキー競技会が実施され、背嚢に規定の重しを入れる他に小銃を背負いタイムを競う。

### 格闘
銃剣道と徒手格闘がある。訓練隊員がメインとなる。

### 職種・特技別
通信競技会が方面規模を主催として通信部隊を中心に行われ、各種通信機材等を活用し正確な通信伝送を目的に行われる他、師団規模では野外炊事競技会が行われる事も多い。野外炊飯などは実際に調理を行う。
警務官は鑑識の競技会を行っている。

## 航空自衛隊
航空自衛隊では航空総隊の元で毎年実施される。
航空機による騒音が長時間続くため、基地周辺の自治体にはあらかじめ通知が出される。

### 戦闘機部門

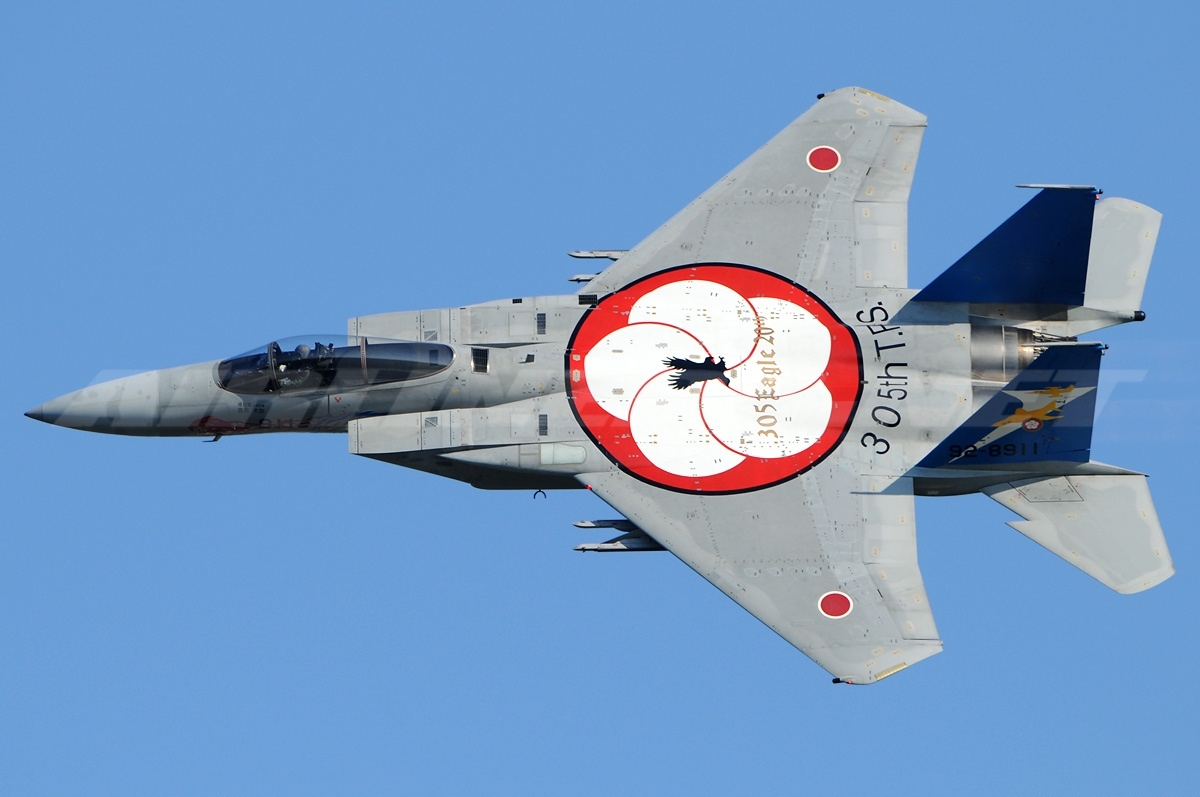
部隊マークの特別塗装を施したF-15J

全国の戦闘機飛行隊を一堂に集め、模擬戦闘（戦術競技）を行う。主に小松基地、新田原基地及び訓練区域で開催され戦闘機パイロットとしての任務遂行に必要な技術を競う。
主に参加する飛行隊は、予備機を含む航空機3機と同競技会に参加経験の無いパイロット5名（予備隊員1名）、整備員で構成され、第一編隊、第二編隊と分かれて飛行教導群（仮想敵役）との模擬戦闘を行い、ガンカメラなどで判定を行う。ただ撃墜判定を出せばいいわけでなく、僚機との連携や戦術の能力も要求される。
この競技会に参加する戦闘機の多くにはノーズアートなどの飛行隊独自の特別塗装が施され、航空ファンの注目を集める事柄でもある。

### 救難部門
航空救難団の全救難隊が「指揮所活動」、「部隊整備活動」、「捜索救助活動」の3部門で競う。

### 空輸部門
航空救難団の全ヘリコプター空輸隊が「指揮所活動競技」、「整備競技」、「飛行競技」の3部門で競う。

### 高射部門
全高射群が参加する。実射などは行わずコンピュータシミュレーション戦闘によって競う。

### その他
基地業務群では以下の競技会を実施している。
- 航空施設部門 - 航空施設隊が参加する。実際に重機を動かし、施設の復旧作業の速度や正確性を競う。
- 調理競技会 - 給養員が参加する。実際に調理を行い、時間や量の正確さと味を競う。
- ラッパ競技会 - 警備特技員が参加する。団体と個人に分かれ課題曲、自由曲を吹奏する。

## 海上自衛隊
陸空とは違い、大規模な戦技競技会は行われていない。

## リンク
- 方面隊偵察部隊等戦技競技会 - 陸上自衛隊第2師団第2偵察隊